# Китайская система стыковки
Китайская система стыковки — это китайский стандарт стыковочного механизма для космических аппаратов, основанный на советской/российской АПАС. Используется с 2011 года по настоящее время: в пилотируемых кораблях «Шэньчжоу», начиная с «Шэньчжоу-8», грузовых «Тяньчжоу», орбитальных станциях «Тяньгун-1», «Тяньгун-2» и многомодульной «Тяньгун».
Сведения о том, совместима ли китайская система с АПАС, противоречивы; согласно отдельным заявлениям китайской стороны, для их совместного использования требуется доработка. Кольцо китайского стыковочного узла, как и АПАС, имеет внутренний диаметр 800 мм Андрогинный вариант системы имеет массу 310 кг, неандрогинный — 200 кг.
Разработкой системы занимается Восьмая академия аэрокосмической науки и техники. Система рассчитана на пристыковку массы до 180 тонн.